# Donne ton cœur, donne ta vie
Singles de Mireille Mathieu
Pardonne-moi ce caprice d'enfant
(1970) Une histoire d'amour
(1971)
Donne ton cœur, donne ta vie est une chanson de Mireille Mathieu sorti en 1970. La chanson est écrite par Patricia Carli qui lui avait déjà écrit la chanson Pardonne-moi ce caprice d'enfant. En 1970, le 45 tours se serait vendu entre 200 000 et 400 000 exemplaires.